# Peceiu
Peceiu – wieś w Rumunii, w okręgu Sălaj, w gminie Bănișor. W 2011 roku liczyła 1208 mieszkańców.